# 1923 en Saskatchewan
Chronologie de la Saskatchewan
- 1919
- 1920
- 1921
- 1922
- 1923
- 1924
- 1925
- 1926
- 1927

Cette page concerne des événements d'actualité qui se sont produits durant l'année 1923 dans la province canadienne de la Saskatchewan.

## Politique
- Premier ministre : Charles Avery Dunning
- Chef de l'Opposition :
- Lieutenant-gouverneur : Henri William Newlands
- Législature :

## Naissances
- 17 mars : Tony Joseph Leswick (né à Humboldt — mort le 1er juillet 2001 à Coquitlam en Colombie-Britannique) est un joueur professionnel canadien de hockey sur glace qui évoluait au poste d'ailier gauche. Il remporte trois Coupes Stanley au cours de sa carrière, les trois avec les Red Wings de Détroit dans la Ligue nationale de hockey.

- 6 mai : Harry Percival Watson (né à Saskatoon - mort le 21 novembre 2002) est un joueur professionnel de hockey sur glace canadien qui évoluait au poste d'ailier gauche.

- 2 août : Allyre Sirois, né à Vonda et mort le 8 septembre 2012 à Saskatoon, est un juge canadien, qui fut, pendant la Seconde Guerre mondiale, agent secret du Special Operations Executive. Envoyé en France occupée comme opérateur radio sous le nom de guerre de « Gustave », il émit depuis Angoulême et déclencha 24 parachutages d'armes et le bombardement d'Angoulême.